# Tyrannidae (Sibley)
Pour la famille au sens strict, voir Tyrannidae.
Famille
Taxons de rang inférieur
Les tyrannidés (ou Tyrranidae) constituent une grande famille de passereaux d'Amérique.
Dans la classification de Sibley, elle correspond à la réunion des familles « classiques » suivantes :
- Tyrannidés au sens strict,
- Pipridés sans le Sapayoa,
- Cotingidae.

## Liste des sous-familles & tribus
- Pipromorphinae : 8 genres & 53 espèces
- Tyranninae : 92 genres & 344 espèces
- Tityrinae :
  - Schiffornithini : 1 genre & 3 espèces
  - Tityrini : 3 genres & 21 espèces
- Cotinginae : 28 genres & 70 espèces
- Piprinae : 16 genres & 53 espèces

## Galerie

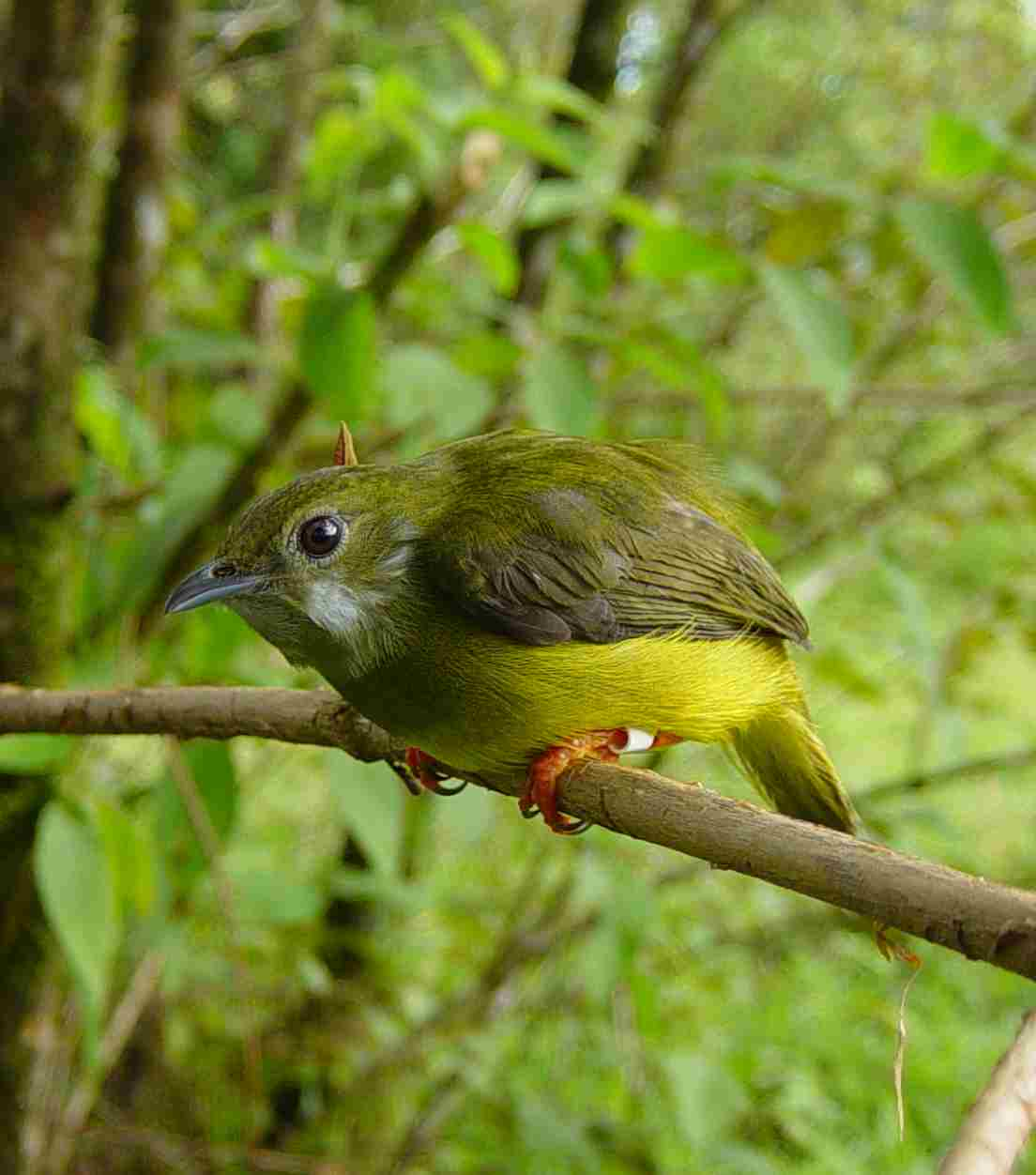
Manaquin à col blanc (Manacus candei)
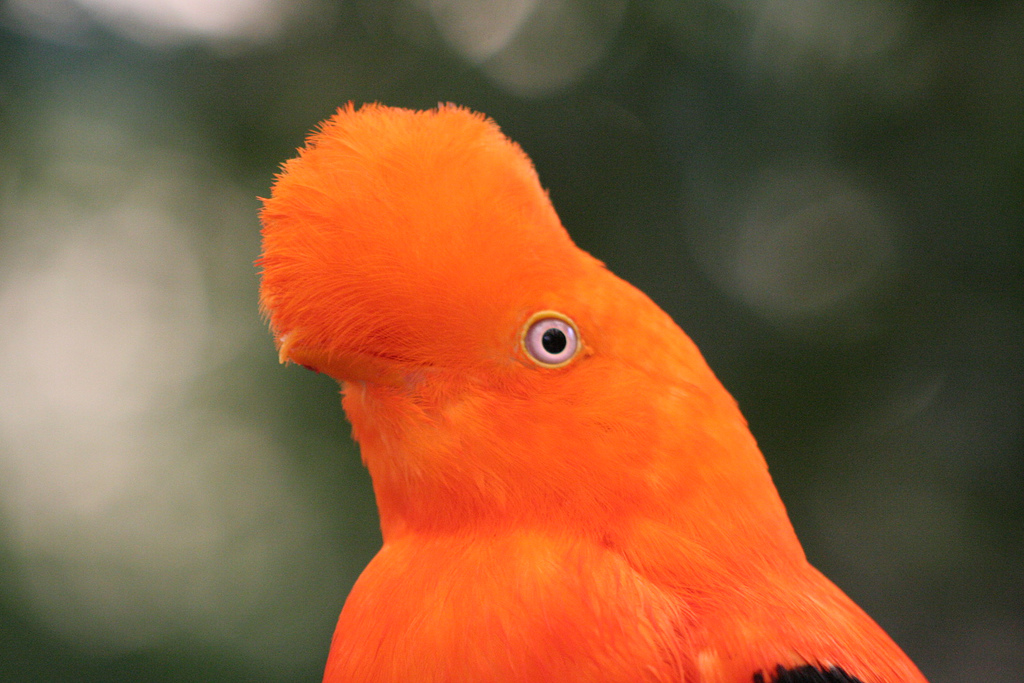
Coq-de-roche péruvien (Rupicola peruviana)